# Zoran Jovičić
Zoran Jovičić (in serbo Зоран Joвичић?; Belgrado, 17 aprile 1973) è un ex calciatore serbo, di ruolo attaccante.

## Carriera

### Club
Debutta da professionista nel 1991 nel Sutjeska Nikšić, dove appena diciottenne segna 8 gol in 20 incontri, tanto da suscitare l'interesse della Stella Rossa. Vista la giovane età viene ceduto in prestito, dapprima al Borac Banja Luka, e successivamente alla squadra greca dell'Ethnikos Asteras, dove, con 12 gol contribuisce alla promozione, e successiva salvezza, in Alpha Ethniki.
Rientrato a Belgrado, vince 2 Coppe di Jugoslavia (1996 e 1997) e il titolo di capocannoniere della stagione 1996-1997.
Proprio le sue ottime prestazioni gli valgono l'ingaggio in Italia da parte della Sampdoria, con cui disputa 33 incontri in Serie B, con 5 reti all'attivo, senza tuttavia riuscire a incidere anche per numerosi e gravi infortuni.
Si trasferisce quindi, nel 2003, in Francia, al Caen, con cui raggiunge la promozione in Ligue 1 e, l'anno seguente, la finale di Coppa di Lega, persa contro lo Strasburgo.
All'inizio della stagione 2005-2006 ritorna in Grecia, al Panionios, dove chiude la carriera.

### Nazionale
Conta 2 presenze e un gol con la Jugoslavia, realizzato il 28 dicembre 1996 nell'amichevole vinta per 3-2 contro l'Argentina.

## Statistiche

### Cronologia presenze e reti in nazionale
| Cronologia completa delle presenze e delle reti in nazionale ― Jugoslavia | Cronologia completa delle presenze e delle reti in nazionale ― Jugoslavia | Cronologia completa delle presenze e delle reti in nazionale ― Jugoslavia | Cronologia completa delle presenze e delle reti in nazionale ― Jugoslavia | Cronologia completa delle presenze e delle reti in nazionale ― Jugoslavia | Cronologia completa delle presenze e delle reti in nazionale ― Jugoslavia | Cronologia completa delle presenze e delle reti in nazionale ― Jugoslavia | Cronologia completa delle presenze e delle reti in nazionale ― Jugoslavia |
| Data                                                                      | Città                                                                     | In casa                                                                   | Risultato                                                                 | Ospiti                                                                    | Competizione                                                              | Reti                                                                      | Note                                                                      |
| ------------------------------------------------------------------------- | ------------------------------------------------------------------------- | ------------------------------------------------------------------------- | ------------------------------------------------------------------------- | ------------------------------------------------------------------------- | ------------------------------------------------------------------------- | ------------------------------------------------------------------------- | ------------------------------------------------------------------------- |
| 28-12-1996                                                                | Mar del Plata                                                             | Argentina                                                                 | 2 – 3                                                                     | Jugoslavia                                                                | Amichevole                                                                | 1                                                                         | 89’                                                                       |
| 20-8-1997                                                                 | San Pietroburgo                                                           | Russia                                                                    | 0 – 1                                                                     | Jugoslavia                                                                | Amichevole                                                                | -                                                                         | 77’                                                                       |
| Totale                                                                    |                                                                           | Presenze                                                                  | 2                                                                         |                                                                           | Reti                                                                      | 1                                                                         |                                                                           |

## Palmarès

### Club

#### Competizioni nazionali
- Coppa di Jugoslavia: 2

Stella Rossa: 1995-1996, 1996-1997